# Makura kotoba
Makura kotoba (枕詞, lit.  "palavras travesseiro"), às vezes traduzido como "travesseiro poético", é uma técnica literária genuinamente japonesa utilizada amplamente no waka, enfatiza a estética da expressão e não afeta o significado do poema, mas adjetiva um termo dele. A relação entre esse termo e o makura kotoba é fixa, imutável e constante, independente do poema ou da prosa.
Muitas dessas expressões tiveram seus significados originais perdidos. Eles são diferentes do utamakura, que são palavras poéticas, normalmente nomes de lugares, utilizadas para adicionar um maior significado poético consagrados pela tradição.

## Uso
Atualmente, estudiosos entram em acordo que o makura kotoba é uma técnica que se relaciona mais com a estética da expressão do que com o significado, é utilizada amplamente no waka, formada por um verso de quatro ou cinco sílabas que não afeta o significado do poema, mas uma compreende uma adjetivação que se relaciona com um termo específico do verso, o himakura, e a relação do makura kotoba com o termo que é adjetivado é fixa, imutável e constante.
O seu uso leva em consideração o reconhecimento coletivo estabelecido pelo costume da época em que surgiu, portanto, não há consenso entre os autores sobre a relação entre todos os himakura e makura kotoba. Alguns autores, inclusive, defendem que podem não haver relação alguma entre os dois, sendo apenas uma sequência de sons, e que não podem ser traduzidos para a o japonês moderno ou para qualquer língua estrangeira.
Normalmente, o makura kotoba é composto por cinco fonogramas que adjetivam uma palavra, geralmente um substantivo, que está posto imediatamente depois.

## História
Presume-se que o makura kotoba surgiu em meio às crenças de que se conferia às palavras um certo poder espiritual e místico, chamado kotodama (言霊, lit.  "o poder das palavras"). Os japoneses antigos sentiam uma ressonância comum em seus corpos, sentiam entidades desconhecidas em sua alma quando as expressões assumiam essa forma misteriosa. É utilizado, recriado e apreciado na prosa e na poética japonesa dos séculos VII e VIII.
No Período Nara, o makura kotoba era amplamente utilizado nos poemas japoneses curtos, fornecendo suporte para a construção no sentido poético, na métrica, no ritmo e na sonoriedade. Essa enunciação, na época, era acompanhado do himakura, que recebia uma característica modificadora. A relação pré-determinada de um makura kotoba e de um kimakura era uma combinação que evocava um significado compartilhado e compreendido pela sociedade.
Makura kotoba recebeu outras denominações anteriormente, como Hatsugo, Imyô, Utamakura, Hanpo, Jishi, Fûgo, Kanji, Zuji e Kazashi.
A técnica do makura kotoba foi utilizada, sobretudo, na literatura do Jitô, isto é, da Alta Antiguidade japonesa, período que compreende do ano 592 d.C a 794 d.C.

## Exemplos

### Obras que utilizam omakura kotoba
O makura kotoba aparece no Kojiki e Nihon Shoki, mas aparece em maior peso Man'yōshū, Kokin Wakashū, Makura no Soshi, Tosa Nikki e Genji Monogatari, por exemplo.

#### Tosa Nikki
Tossa Nikki (ou O Diário de Tosa) é um diário poético do século X escrito sob uma narrativa feminina do poeta japonês Kino Tsurayuki.
 しらとえの
なみぢをとぼく、
ゆきかひて、
われににべきは、
たれならなくに
alvura pura das ondas, 
do ir e vir,
no longínquo mar,
quem é bem igual a mim, 

é que o irá cruzar 
Shirotaeno é makura kotoba de nami, "onda". Não seria necessário traduzí-lo, porém possui um a relação semântica e metafórica no sentido que corresponde a roupagens brancas. 

### Lista demakura kotoba
| makura kotoba                   | Possíveis signifcados | Palavras modificadas                                                                                                  | Referências   |
| ------------------------------- | --- | --- | ------------- |
| 青丹よし (aoni yoshi)           | "boa argila azul-escura", há a hipótese de que Nara produzia argila azul escura como pigmento                                                                            | 奈良 (nara, Nara) | [ 13 ]        |
| 茜さす(akane sasu)              | "vermelho brilhante" | 日 (hi, "Sol"), 昼 (hiru, "dia"), 君 (kimi, "senhor, deus"                                                            | [ 14 ]        |
| 秋山の (akiyama no)             | "montanhas de outono" | したふ (shitau, "folhas se tornam vermelhas"), 色懐かしい (iro natsukashi, "cores emocionantes")                      | [ 15 ]        |
| 葦が散る (ashi ga chiru)        | "juncos dispersos" | 難波 (naniwa, Naniwa)                                                                                                 | [ 16 ]        |
| 麻裳よし (asamo yoshi)          | "bom cânhamo", provavelmente a relação é de que a província de Kiiproduzia cânhamo de boa qualidade                                                                      | 紀伊 (ki no, Província de Kii)                                                                                        | [ 17 ]        |
| 足引きの (ashi-hiki no)         | incerto, possivelmente "dor nas pernas", "de se arrastar os pés", "o contorno prolongado das montanhas que se alongam em suas bases", ou até mesmo "árvores como juncos" | "montanha" | [ 18 ] [ 6 ]  |
| 梓弓 (azusa yumi)               | incerto, possivelmente "catalpa" | 引く (hiku, "puxar"), 元 (moto, "base"), 矢 (ya, "flecha")                                                            | [ 19 ]        |
| 鯨取り (isana tori)             | "caça à baleias" | 海 (umi, "mar"), 灘 (nada, "mar aberto"), 浜 (hama, "praia")                                                          | [ 20 ]        |
| 石綱の (iwatsuna no)            | "pedras com erva" | 復ち返る (ochikaeru, "rejuvenecer")                                                                                   | [ 21 ]        |
| 石走る (iwa-bashiru)            | "pedra correndo", "água espirrando nas pedras" | 滝 (taki', "cachoeira"), 近江 (Ōmi, "Ômi")                                                                            | [ 22 ]        |
| 打ち靡く (uchinabiku)           | "vibrando, fluindo" | 春 (haru, "primavera"), 草香 (kusaka, "Kusaka"), (kurokami, "cabelo preto")                                           | [ 23 ]        |
| 打ち寄する (uchiyosuru)         | "correr em direção à", provavelmente a relação vem de que as ondas vinham de Suruga                                                                                      | 駿河 (suruga, "Suruga")                                                                                               | [ 24 ]        |
| 神風の (kamikaze no)            | "vento divino" | 伊勢 (ise, "Ise"), 五十鈴 (isuzu, "Rio Isuzu")                                                                        | [ 25 ]        |
| 草枕 (kusamakura)               | "travesseiro de grama" | 旅 (tabi, "jornada"), 結ぶ (musubu, "to tie"), 露 (suyu, "dew")                                                       | [ 26 ]        |
| 言喧く (koto saeku)             | "palavras cantadas por pássaros", usado para modificar lugares estrangeiros, pois a fala estrangeira se assemelhava a de pássaros cantando                               | 韓 ('kara', "Kara", 百済 (Kudara, "Baekje")                                                                           | [ 27 ]        |
| 高麗剣 (Koma tsurugi)           | "espada coreana" | 和射見 (wazami, "Wazami")                                                                                             | [ 28 ]        |
| 隠りくの (komoriku no)          | "terra escondida", Hatsuse era escondida pelas montanhas ao redor | 初瀬 (hatsuse, "Hatsuse")                                                                                             | [ 29 ]        |
| しろたえの (shirotaeno)         | "brancura, alvura" | 衣 (koromo, "roupa), 袖 (sode, "manga (de roupa)", 袂 (tamoto, "bolso da manga"), 紐 (himo, cordão), 雲 (kumo, nuvem) | [ 1 ]         |
| そらみつ (soramitsu)            | incerto, possivelmente "céu visto" | 大和 (yamato, "Província de Yamato")                                                                                  | [ 30 ]        |
| 玉藻よし (tamamoyoshi)          | "alga preciosa" | 讃岐 (sanuki, "cidade de Sanuki)                                                                                      | [ 31 ]        |
| 栲縄の (takunawano)             | "corda longa" | 長し (nagashi, "longo"), 千尋 (chihiro, "muito longo")                                                                | [ 32 ]        |
| 玉衣の (tamaginu no)            | "roupas com joias" | 騒騒 (sai sai, "o caos")                                                                                              | [ 33 ]        |
| 魂極る (tama kiwaru)            | incerto, possivelmente "fim da alma" | 命 (inochi, "vida"), 世 (yo, "mundo")                                                                                 | [ 34 ]        |
| 玉襷 (tamadasuki)               | "colocar uma faixa para pendurar" | 畝傍 (unebi, "Unebi"), 懸く(kaku, "apegar"), 雲 (kumo, "nuvens")                                                      | [ 35 ]        |
| 千早振る (chihayaburu)          | "poderoso, forte" | 宇治 (uji, "Uji"), 神 (kami, "deuses")                                                                                | [ 36 ]        |
| 時つ風 (toki tsu kaze)          | "vento sazonal, temporário" | 吹飯 (fukei, "Fukei")                                                                                                 | [ 37 ]        |
| 灯火の (tomoshibi no            | "lâmpada" | 明石 (akashi, "Akashi")                                                                                               | [ 38 ]        |
| 鶏が鳴く (tori ga naku)         | "canto dos pássaros" | 東 (azuma, "Terra do leste")                                                                                          | [ 39 ]        |
| 妻籠もる (tsumagomoru)          | "cônjuge se escondendo" | 屋 (ya, "telhado, casa"), 矢 (ya, "flecha")                                                                           | [ 40 ]        |
| 春霞 (haru gasumi)              | "espalhar névoa" | 春日 (kasuga, "Kasuga"), 立つ (tatsu, "crescer, ascender")                                                            | [ 41 ]        |
| 日の本の (hi no moto no)        | "fonte do Sol" | 大和 (yamato, "Yamato")                                                                                               | [ 42 ]        |
| ひさかたのあま(hisakata no ama) | "lado distante", "de onde vem a luz solar" | (ama, "o céu") | [ 6 ]         |
| 蜷の腸 (mina no wata)           | possivelmente "caracóis pretos no pântano" | か黒し (kaguroshi, "completamente preto")                                                                             | [ 43 ]        |
| 百敷の (momoshiki no)           | "muitas pedras" | 大宮 (ōmiya, "grande palácio")                                                                                        | [ 44 ] [ 45 ] |
| ぬばたまの(nubatama no)         | "preto", há a hipótese de ser o futo negro do hiôgui | yoru (noite), kurokami (cabelos negros), kurouma (cavalos pretos)                                                     | [ 46 ] [ 6 ]  |